# Rage (игра)
Rage (стилизуется как RAGE, с англ. — «Ярость») — компьютерная игра, смесь шутера от первого лица с элементами ролевой игры, разработанная американской компанией id Software и изданная Bethesda Softworks, в России совместно локализована и издана компанией 1С-СофтКлаб. Действие игры происходит в пост-апокалиптическом будущем на планете Земля, которая подверглась столкновению с гигантским астероидом. Игроку даётся возможность сыграть за одного из выживших, который после пробуждения от анабиотического сна оказывается в недружелюбном мире, населённом мутантами и бандитами.
Игра была выпущена на Windows, PlayStation 3 и Xbox 360 4 октября 2011 года в Северной Америке и 7 октября 2011 года в Европе.

## Игровой процесс
В игре есть большой выбор ручного оружия, причём присутствуют как классические образцы оружия из игр id Software, так и совершенно новые и уникальные виды, характерные для этой вселенной. Оружие можно усовершенствовать различными опциональными приспособлениями. Кроме того, для некоторых видов оружия представлены разные типы боеприпасов.
Также в Rage присутствует внутриигровая экономика, игроки могут тратить заработанные в боях и гонках игровые деньги. За деньги можно покупать новое оружие, усиленную броню и пр.. Игрок имеет возможность модифицировать (изменять, производить апгрейд) свои машины за гоночные сертификаты, которые он может выиграть на гоночных соревнованиях. id Software заявляет, что Rage — их первая игра, в которой они стремятся отказаться от линейных коридоров и следовать за стилем игр BioShock и Crysis.
В Rage есть 2 режима сетевой игры — «Легенды Пустошей» и «Боевое Ралли». В боевом ралли соревнуются до четырёх игроков в режиме каждый сам за себя (free-for-all) на специальной арене, адаптированной под использование транспорта. «Легенды Пустошей» представляют собой 9 кооперативных миссий, сюжет которых является предысторией различных событий одиночной кампании.

## Сюжет
Действие игры разворачивается в постапокалиптическом мире, который похож на мир, показанный в фильмах «Безумный Макс» и «Безумный Макс 2: Воин дороги», а также в играх Fallout и Wasteland. Влияние на гоночный геймплей оказали такие игры, как MotorStorm и Burnout, сообщил сайту Shacknews в другом интервью Уиллитс.
В 2004 году обнаружен астероид Апофис, который, по расчётам учёных, может столкнуться с Землёй. Вплоть до 2020-х годов правительства мира реализуют проект «Ковчег», в рамках которого подготавливаются подземные склады с арсеналами оружия и припасов, а также капсулы с людьми, помещёнными в анабиотический сон. Эти капсулы должны автоматически подняться на поверхность спустя несколько лет после столкновения с астероидом. В 2029 году Апофис сталкивается с Землёй, уничтожая при этом целые города и страны. Более 80 % населения Земли погибает. Начинается ядерная зима. Спустя 106 лет, в 2135 году, пыль наконец-то оседает и выжившие начинают обустраивать разрушенный мир заново.

## Разработка игры
Игра была анонсирована 3 августа 2007 года на QuakeCon 2007. В тот же самый день был выпущен первый трейлер к игре, который опубликован на сайте GameTrailers. Отчёты указывали на то, что id Software планировала разрабатывать игру с рейтингом T-for-Teen. Для консоли Xbox 360 игра должна была поставляться на трёх дисках.
24 июня 2009 года было объявлено, что компания ZeniMax Media, которая является родительской компанией Bethesda Softworks, завершила приобретение id Software. Согласно договору, Bethesda Softworks будет издавать все игры id Software за исключением тех, которые уже имеют соглашение на издание с другими компаниями. На следующий день, 25 июня, Electronic Arts официально подтвердила, что именно она, а не Bethesda Softworks, будет издавать Rage. «Соглашение об издании игры Rage, которое было подписано Electronic Arts и id Software, продолжает действовать», — заявил пресс-атташе EA.
5 ноября 2009 года блог Variety пообщался с Джоном Кармаком, и на вопрос о том, будет ли в игре возможность создать выделенный сервер для мультиплеера, Кармак ответил: «Нет. Это ещё не высечено в камне, но на данный момент мы не думаем делать выделенный сервер».
В ноябре 2009 года творческий директор id Software Тим Уиллитс в интервью Total PC Gaming сообщил некоторые новые подробности о Rage, в частности об оружии, ролевой составляющей и игровой экономике.
15 декабря 2009 года компания ZeniMax Media опубликовала официальный пресс-релиз, в котором сообщила, что она приобрела издательские права на Rage у компании Electronic Arts. После этого события «Rage» будет издаваться компанией Bethesda Softworks, которая является филиалом ZeniMax Media, как и id Software. Electronic Arts больше не принимает участия в разработке Rage, не владеет данной интеллектуальной собственностью, не будет его издателем или распространителем.
19 мая 2011 года компания Bethesda Softworks сообщила, что специальное издание игры под заголовком Anarchy Edition также будет выпущено и на территории Европы (несколько раньше данное издание было анонсировано только для Соединённых Штатов). Специздание содержит дополнительный цифровой контент: двойной одноручный дробовик, Crimson Elite Armour, «самую покупаемую броню во всей пустоши», увеличивающую ёмкость инвентаря для различных элементов системы крафтинга предметов; кастеты с шипами Fists of Rage, «классическое оружие ближнего боя»; багги Rat Rod Buggy с «надёжной защитой» и передним протектором, «увеличивающим шансы на выживание в пустоши».
2 февраля 2012 года появилась версия игры для Mac OS X, включающая в себя одиночную кампанию игры, а также DLC Anarchy Edition и Sewers.

## Рецензии и оценки
| Сводный рейтинг       | Сводный рейтинг                        |
| Агрегатор             | Оценка                                 |
| --------------------- | -------------------------------------- |
| GameRankings          | X360: 82,03 % PS3: 81,79 % ПК: 77,94 % |
| Иноязычные издания    |                                        |
| Издание               | Оценка                                 |
| Edge                  | 7/10                                   |
| Famitsu               | 35/40                                  |
| Game Informer         | 9/10                                   |
| GamePro               | [ 18 ]                                 |
| GameSpot              | 8/10                                   |
| GameSpy               | [ 20 ]                                 |
| GameTrailers          | 9,0/10                                 |
| IGN                   | 8,5/10                                 |
| Русскоязычные издания |                                        |
| Издание               | Оценка                                 |
| Absolute Games        | 63/100                                 |
| PlayGround.ru         | 7,0/10                                 |

## Продолжение
14 мая 2018 года было анонсировано продолжение игры, получившее название Rage 2. Разработкой игры занималась шведская компания Avalanche Studios совместно с id Software. Релиз игры состоялся 14 мая 2019 года.